# Cantó de Laignes
El cantó de Laignes és un cantó francès del departament de la Costa d'Or, a la regió de Borgonya. Està inclòs al districte de Montbard, té 21 municipis i el cap cantonal és Laignes.

## Municipis
- Balot
- Bissey-la-Pierre
- Bouix
- Cérilly
- Channay
- Étais
- Fontaines-les-Sèches
- Griselles
- Laignes
- Larrey
- Marcenay
- Molesme
- Nesle-et-Massoult
- Nicey
- Planay
- Poinçon-lès-Larrey
- Puits
- Savoisy
- Verdonnet
- Vertault
- Villedieu

## Història
| Data d'elecció                           | Identitat        | Partit                                            | Qualitat |
| ---------------------------------------- | ---------------- | ------------------------------------------------- | -------- |
| 1945-1965                                | Auguste Dubéchot | SFIO                                              |          |
| 1965-1976                                | Émile Lepître    | RI                                                |          |
| 1976-1994                                | Jean-Pierre Recq | Divers gauche, després UDF, després divers droite |          |
| 1994-                                    | Jean-Paul Noret  | PS                                                |          |
| les dades anteriors no són pas conegudes |                  |                                                   |          |
|                                          |                  |                                                   |          |

## Demografia
| A partir de 1990 : Població sense dobles comptes |